# Martin Grandin
Martin Grandin (* 1604 in Saint-Quentin, Département Aisne; † 16. November 1691 in Paris) war ein französischer römisch-katholischer Theologe.

## Leben
Martin Grandin erhielt seinen frühen Unterricht in Noyon und Amiens, ging als 17-Jähriger nach Paris und absolvierte dort seine theologischen Studien im Collège du Cardinal Lemoine. Nachdem er durch eine großes Aufsehen erregende Disputation von der Sorbonne die theologische Doktorwürde erlangt hatte, lehrte er einige Zeit an jenem Collège, dem er selbst seine Ausbildung verdankte, die Philosophie. Dann widmete er sich der Seelsorge, bis ihm die Sorbonne 1638 eine vakante Professur für scholastische Theologie anbot, die er auch annahm und länger als 50 Jahre bis zu seinem Tod bekleidete. Ferner war er Direktor des Collège de Dainville und Superior mehrerer Klöster. Er starb 1691 im Alter von 87 Jahren in Paris.
Grandin legte sein theologisches Wissen in sorgfältig ausgearbeiteten, ihm bei seinen Vorlesungen als Anhaltspunkt dienenden Heften nieder, die nach seinem Tod vom Abbé Charles du Plessis d’Argentré, später Bischof von Tulle, unter dem Titel Opera theologica, adjectis quibusdam recentioris theologi disputationibus … (6 Bände, Paris 1710–12) herausgegeben wurden.